# 小野田正愛
小野田 正愛（おのだ まさよし、1931年5月5日 - 2021年8月13日）は、日本の経営者。山之内製薬（現・アステラス製薬）社長を務めた。神奈川県出身。

## 経歴・人物
1956年に東京大学医学部薬学科を卒業し、同年に山之内製薬 （現・アステラス製薬）に入社。1984年3月に取締役に就任し、1986年3月に常務、1989年7月に専務を経て、1991年6月に副社長に就任し、1992年10月には社長に就任。2000年4月には会長に就任し、2002年6月には取締役相談役を経て、2003年6月には相談役に退いた。
2021年8月13日に誤嚥性肺炎のために死去。90歳没。